# Incident 228

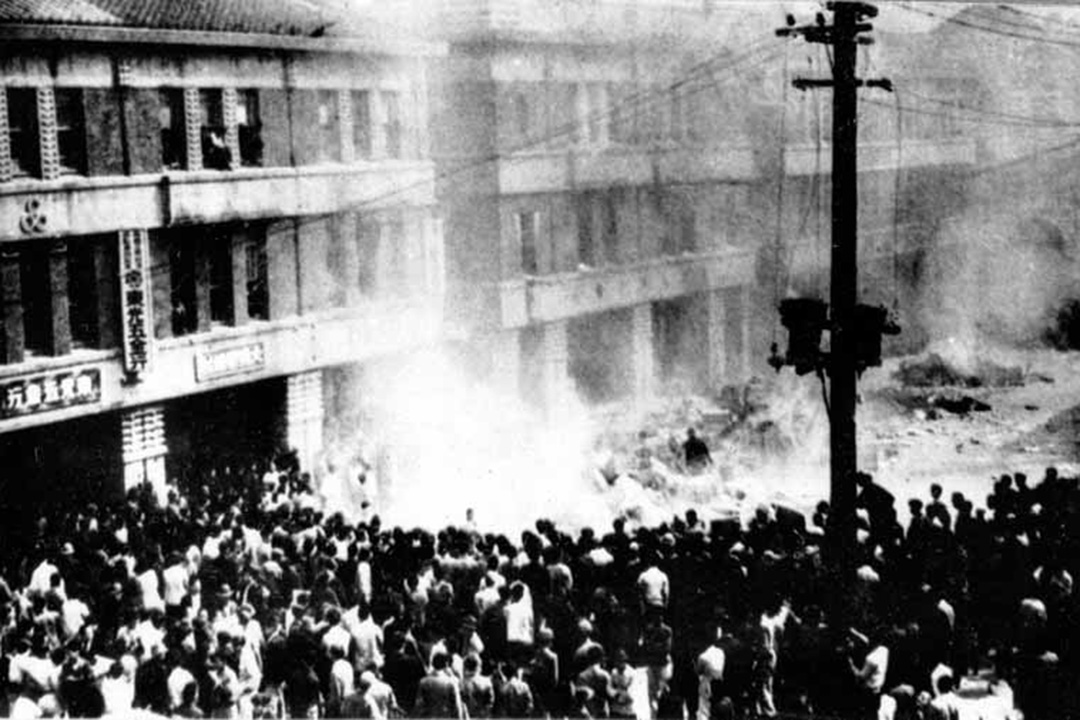
Une foule en colère, manifestant devant un bâtiment gouvernemental mis à sac.

L’incident 228 (du chinois : 二二八事件 ; pinyin : èrèrbā shìjiàn), aussi connu comme le massacre 228, est un soulèvement populaire anti-gouvernemental à Taïwan qui a débuté le 27 février 1947, et qui a été violemment réprimé par le Parti nationaliste chinois au pouvoir : le Kuomintang, alors dirigé du continent par Chiang Kaï-shek. Les estimations du nombre de morts varient de 18 000 à 28 000 individus. Ce massacre marque le début de la Terreur blanche pendant laquelle des dizaines de milliers de Taiwanais sont portés disparus, morts ou emprisonnés. L'incident est l'un des événements les plus importants de l'histoire moderne de Taïwan et a donné un élan majeur au mouvement d'indépendance de Taïwan.
Le nombre « 228 » fait référence au jour où le massacre a commencé, le 28 février ou « 02-28 ».
En 1945, après la reddition du Japon, les Alliés rendent le contrôle administratif de Taïwan à la République de Chine, terminant ainsi 50 ans de colonisation japonaise. Les habitants de l'île sont irrités de ce qu'ils perçoivent comme une conduite fréquemment corrompue des autorités du Kuomintang (KMT) incluant  la saisie arbitraire de propriétés privées, une mauvaise gestion économique et l'exclusion des autochtones de la vie politique. La crise éclate le 27 février 1947 à Taipei quand des agents du Bureau du Monopole d'Etat arrêtent une veuve taïwanaise, suspectée de vendre des cigarettes de contrebande. Un policier tire ensuite dans la foule de badauds en colère, abattant un homme qui décède le lendemain. Des soldats font feu sur des manifestants le 28 février, après quoi une station de radio est saisie et la nouvelle de la révolte se répand dans toute l'île. Comme la révolte se développe, le gouverneur de l'île, installé par le KMT, Chen Yi, appelle des renforts militaires et le soulèvement est violemment réprimé par l'Armée nationale révolutionnaire. Pendant les 38 ans qui suivent, l'île est placée sous le régime de la loi martiale, pendant une période connue sous le nom de Terreur blanche.
Pendant la Terreur blanche, le KMT persécute les dissidents politiques ou perçus comme tels et l'incident 228 est tabou. Le président Lee Teng-hui devint le premier président de la République de Chine à parler ouvertement de l'incident lors de l'anniversaire de 1995. L'événement est désormais ouvertement discuté et ses tenants et aboutissants font l'objet d'une enquête gouvernementale et d'une étude académique. Le 28 février est maintenant un jour férié officiel appelé Jour de Mémoire de la Paix (Peace Memorial Day). Ce jour-là, le président de la République de Chine se rassemble avec d'autres officiels pour sonner une cloche commémorative en mémoire des victimes. Des monuments et des places mémorielles ont été érigés dans nombre de cités taïwanaises, en particulier l'ancien Taipei New Park, qui est renommé 228 Peace Memorial Park et le National 228 Memorial Museum est inauguré le 28 février 1997.

## Contexte historique
À l'issue de la Seconde Guerre mondiale, la République de Chine, contrôlée par le Kuomintang, dirigé par Tchang Kaï-chek, reprend sa tutelle administrative sur Taïwan au colonisateur japonais, installé sur l'île depuis 1895. Elle est localement représentée par le gouverneur Chen Yi qui impose à la population taïwanaise un régime autoritaire.

## L'incident
Le 27 février 1947, dans les rues de Taipei, des  inspecteurs du bureau du monopole gouvernemental du tabac effectuent des contrôles. Dans un vieux quartier de la capitale taïwanaise, ils confisquent des cigarettes de contrebande à une femme, vendeuse sur le marché noir local. Alors que cette dernière se rebiffe contre les policiers venus épauler les agents de l'État, elle est passée à tabac. À la vue de la femme gisant sur le trottoir, des passants interviennent. Des affrontements commencent ; un homme est tué par balle,.

## Développement
Dès le lendemain 28 février, dans de nombreuses villes de Formose, l'indignation soulevée par l'incident entraîne des manifestations de rue contre le gouvernement nationaliste. Des confrontations violentes opposent des Taïwanais et des Chinois nouvellement arrivés du continent, et l'armée, appelée en renfort début mars, tire sur la foule des manifestants,. Quelques mois plus tard, une fois les foyers de rébellion réprimés, et l'ordre rétabli, la loi martiale est instaurée ; et la « Terreur blanche » entretenue par le Kuomintang se répand dans toute la République de Chine,. Des milliers de Taïwanais sont exécutés, portés disparus ou emprisonnés,.
En 1987, la loi martiale est levée,, La même année, à l'initiative de personnalités taïwanaises, dont le psychiatre Chen Yung-hsing (en), l'association du jour de la paix du 28 février est créée, rompant quarante années de silence sur la question.

## Mémoire de l'incident
Pendant des décennies, l'événement tragique reste tabou, et source de ressentiment entre communautés insulaires. En 1993, un comité d'historiens, constitué par la branche exécutive du gouvernement de la République de Chine (en), rédige et publie un rapport sur le sujet. Deux ans plus tard, Lee Teng-hui, le président en exercice de la République, présente des excuses publiques aux familles des victimes dans le parc du Mémorial de la Paix 228, et introduit dans le calendrier national un nouveau jour férié : le Jour de la paix (zh),,. Depuis, chaque 28 février, un hommage officiel est rendu aux victimes et martyrs de 1947. En 2016, lors de la journée commémorative, Tsai Ing-wen, victorieuse dans l'élection présidentielle de janvier sous les couleurs du Parti démocrate progressiste, exprime son souhait de mettre en place une commission « vérité et réconciliation » sur « l’incident du 28 février », malgré les réticences du Kuomintang.